# Barbara Stuffer
Barbara Stuffer (Bolzano, 7 settembre 1989) è un'ex saltatrice con gli sci italiana.

## Biografia
Originaria di Santa Cristina Valgardena, si dedicò al salto con gli sci verso il 2002, su impulso dell'allenatore Romed Moroder dello Sci Club Gardena; entrata in nazionale nel 2003, il 13 agosto disputò la sua prima gara FIS, piazzandosi 36^ sul trampolino K70 di Bischofshofen. Nel prosieguo dell'annata, i risultati migliori furono due settimi posti dal trampolino K95 di Predazzo, conseguiti il 18 e il 19 dicembre successivi.
Nella stagione successiva (2004-2005) debuttò in Coppa Continentale (all'epoca il massimo circuito internazionale di gare del salto femminile) nelle tappe estive sul trampolino HS100 di Park City, il 23 e 24 luglio 2004, che chiuse al 20º posto, subito in zona punti. Nel corso della stagione raccolse in totale 44 lunghezze, piazzandosi 29^ assoluta in classifica (il miglior piazzamento in una singola gara fu il 19º posto ottenuto il 19 gennaio 2005 sull'HS74 di Dobbiaco). Il suo miglior risultato stagionale assoluto fu il 15º posto nella gara FIS disputata sul trampolino HS90 di Klingenthal il 10 agosto 2004.
La stagione 2005-2006 vide la Stuffer chiudere in zona punti tutte le gare di Coppa Continentale cui prese parte (i migliori risultati furono due 17esimi posti, rispettivamente sull'HS100 di Park City il 1º ottobre 2005 e sull'HS74 di Dobbiaco il 18 gennaio 2006), chiudendo la classifica finale al 26º posto con 131 punti. Il 5 febbraio 2006 prese parte ai mondiali juniores di Kranj, piazzandosi 17^ dal trampolino normale (HS109).
Nell'annata 2006-2007 non riuscì ad ottenere punti in Coppa Continentale; il miglior risultato in gara fu un 31º posto dal trampolino HS98 di Villaco, il 14 gennaio 2007. Il 17 marzo successivo prese parte ai mondiali juniores di Tarvisio, chiudendo 26^ dal trampolino HS100.
Nella stagione 2007-2008 ottenne quale miglior risultato un 16º posto nella tappa di Coppa Continentale disputata sul trampolino HS98 di Ramsau am Dachstein il 19 agosto 2007; in totale ottenne 37 punti validi per la Coppa, chiudendo 45^ la classifica generale.
Nel biennio 2008-2009 ottenne la sua miglior prestazione di sempre in Coppa Continentale invernale, piazzandosi 13^ sull'HS74 di Dobbiaco il 21 gennaio 2009; in totale ottenne 64 punti di Coppa, valevoli per il 43º posto finale. A febbraio 2009 prese parte ai mondiali di Liberec (i primi a prevedere una competizione di salto femminile di livello assoluto), concludendo al 36º posto, e ai mondiali juniores di Štrbské Pleso, ove si piazzò 31^.
Nella stagione 2009-2010, il 13 agosto 2009, nella tappa di Pöhla della Coppa Continentale estiva, si piazzò 9^, suo miglior risultato di sempre nelle competizioni internazionali. Nella classifica finale della Coppa risultò al 43º posto, con 64 punti conquistati. Nell'annata successiva il miglior piazzamento fu un 21º posto nella gara FIS di Pöhla, il 18 agosto 2010, mentre in Coppa Continentale ottenne il 25º posto a Liberec il 1º ottobre successivo; nel 2011, a stagione conclusa, decise di interrompere la propria carriera.

## Palmarès

### Coppa Continentale
- Miglior piazzamento in classifica generale: 26ª nel 2006

### Campionati italiani
- 2 medaglie: 
  - 1 argento (trampolino normale) nel 2005
  - 1 bronzo (trampolino normale) nel 2007